# Вишневецький Максим Олександрович
Максим Вишневецький герба Корибут (пом. 1565) — руський князь, середульший син Олександра Михайловича Вишневецького та Катерини Скорутянки.
За оцінкою польського історика Ілони Чаманської, Максим народився між 1530 і 1542 роком. Звісток про нього збереглося вкрай мало. Так, 1559 р. він укупі з братами Михайлом і Олександром дістав привілей на містечко Брагін. Відтак зринає у королівському листі від 10 травня 1561 з наказом явитися до замка Зельбург, де якраз збиралось посполите рушення для захисту Лівонії на чолі із литовським гетьманом Миколаєм Радзивіллом. 15 квітня 1562 року одержав аналогічний наказ прибути під Речицю, — до війська луцького і брацлавського старости кн. Богуша Корецького. 
Остання згадка про нього міститься в скарзі Дмитра та Савина Гнівошовичів-Єловицьких, датованій 10 червня 1565, на трьох братів Вишневецьких. Їх було звинувачено в самовільному осадженні на належних зем'янам лановецьких ґрунтах сіл Кусківці, Корначівка, Новосілки й Заруде. Максим, напевно, помер того ж року, оскільки в грудневому королівському записі брата Олександра дружині О. Капустянці йдеться про спільний маєток лише з Михайлом. 
В праці А. Кальнофойського названий серед ктиторів Києво-Печерської лаври під хрестильним іменем Боніфацій.    